# ICarly

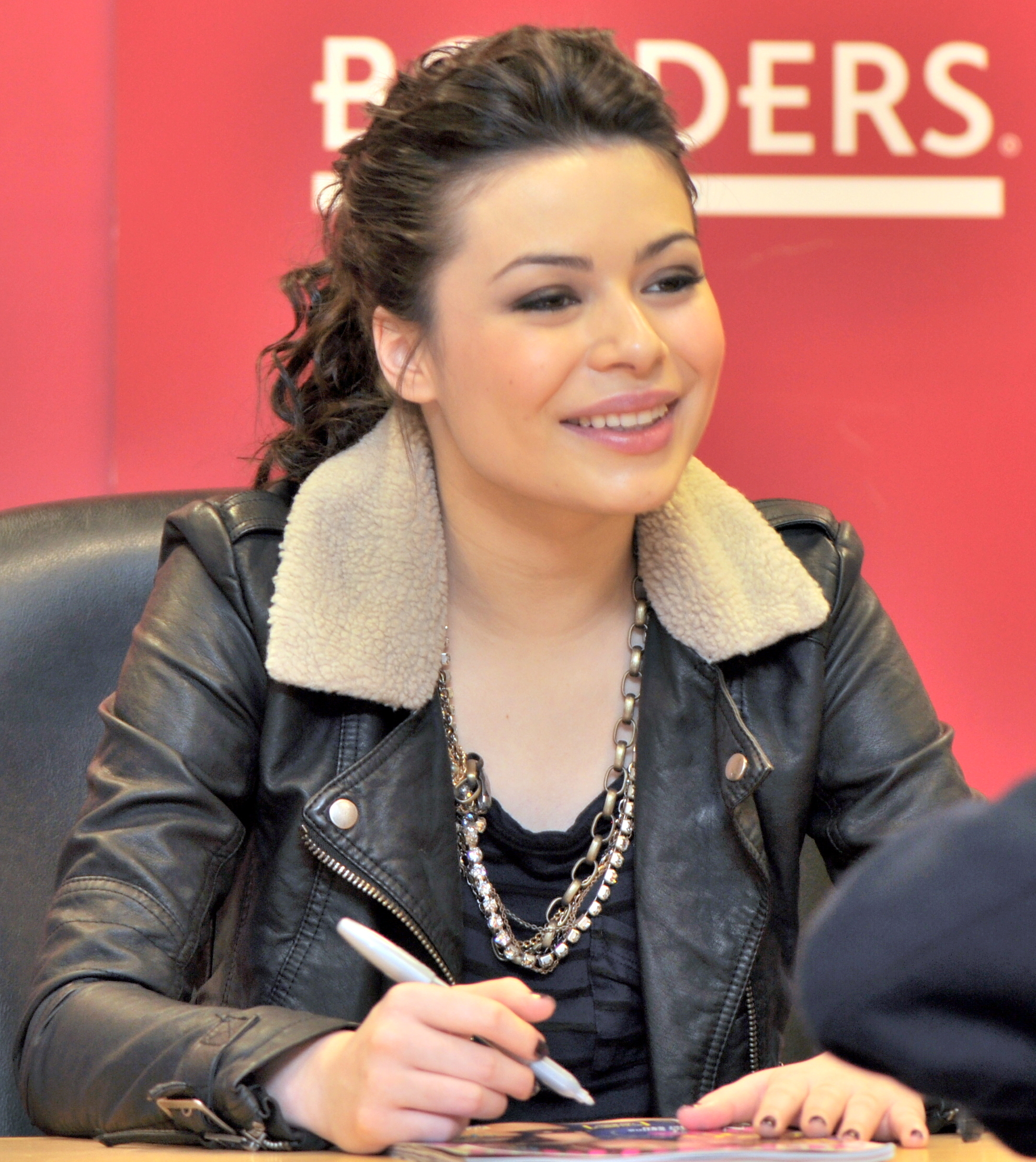
Miranda Cosgrove spielt Carly Shay

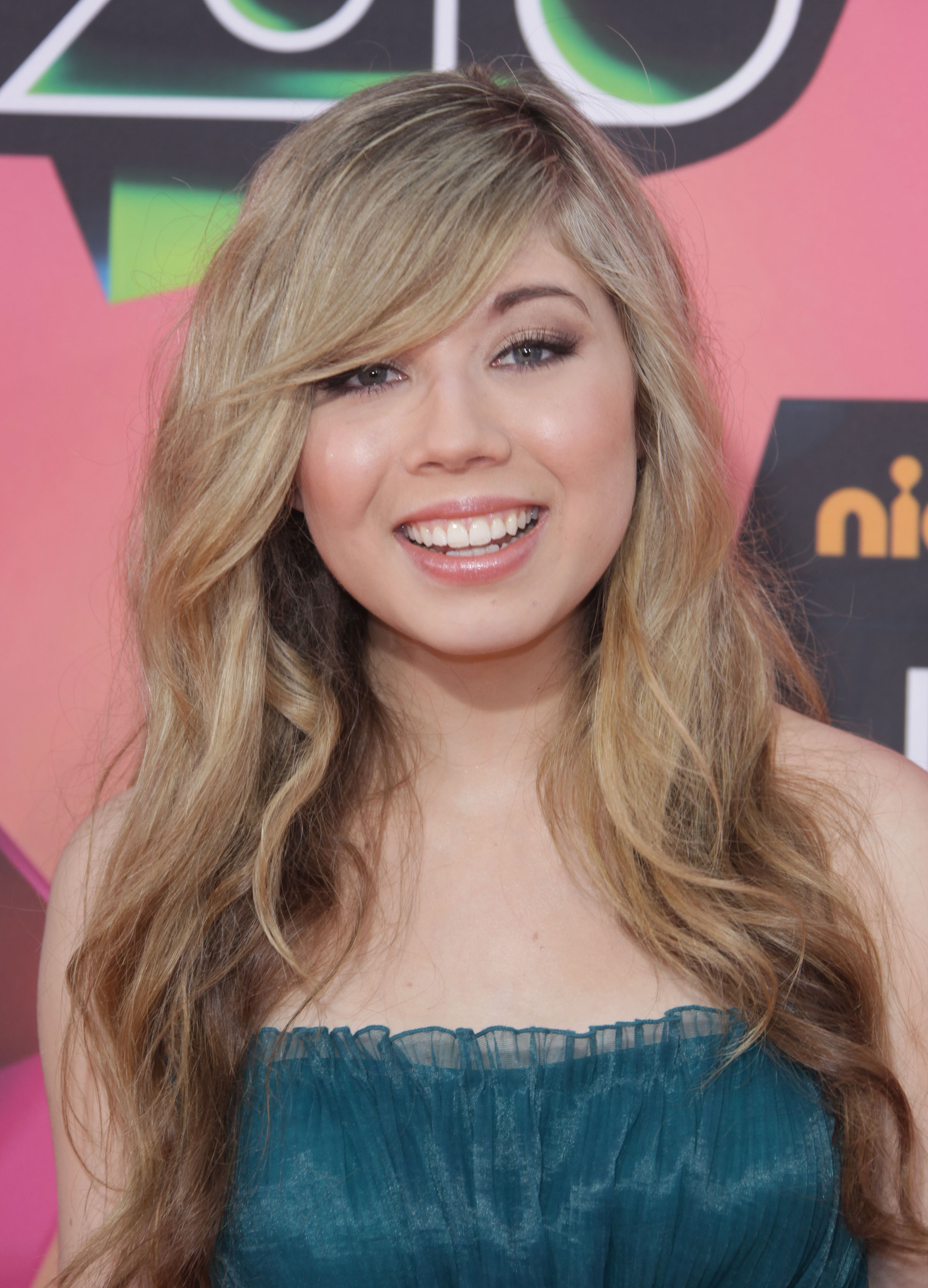
Jennette McCurdy spielt Samantha „Sam“ Puckett

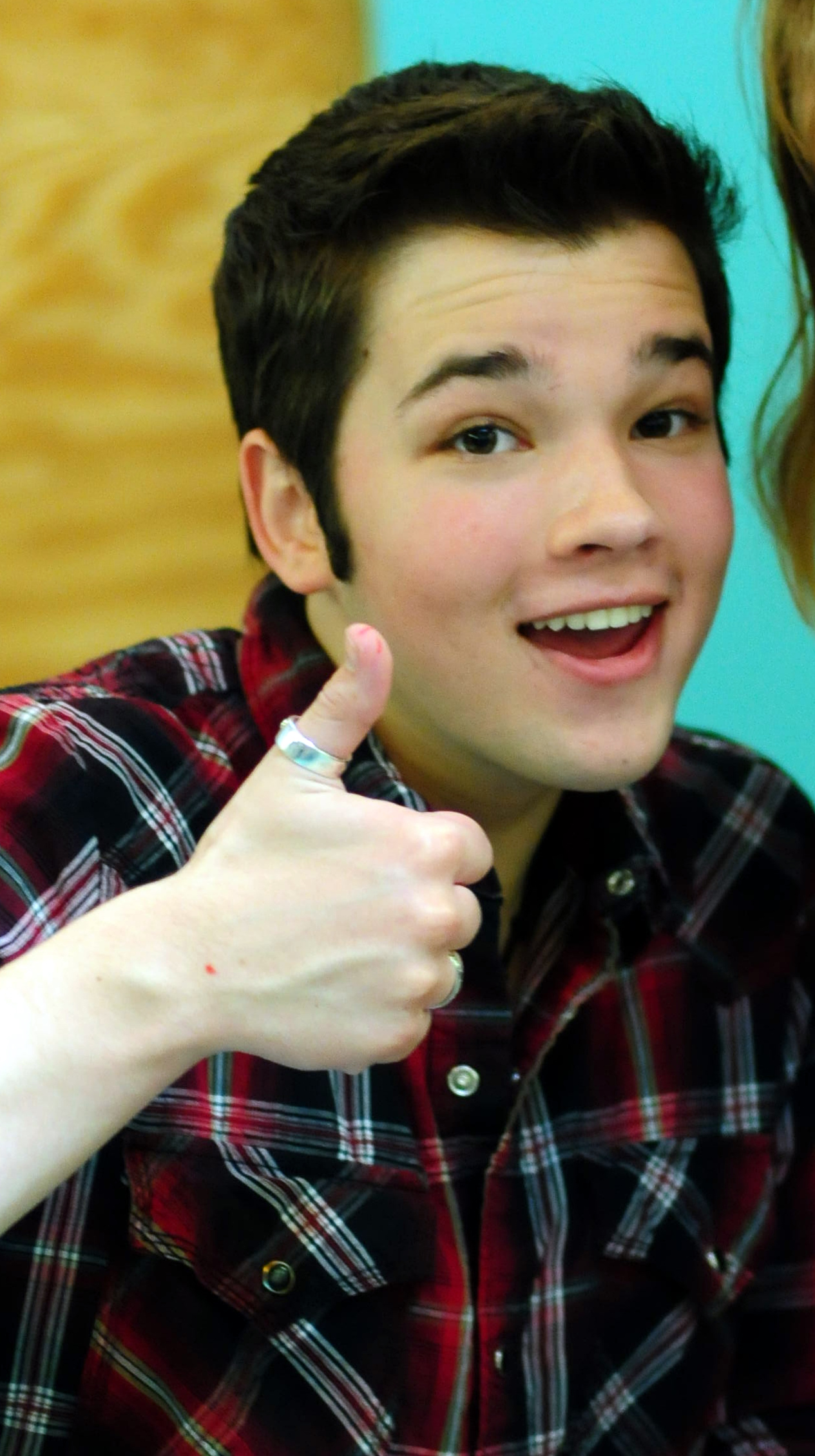
Nathan Kress spielt Fredward „Freddie“ Benson

iCarly ist eine US-amerikanische Jugendserie, die zum ersten Mal am 8. September 2007 in den Vereinigten Staaten und am 26. Januar 2008 im deutschen Bezahlfernsehen startete, jeweils auf dem Fernsehsender Nick Premium. Am 23. Februar 2008 startete die Sendung auf dem Sender Nickelodeon, damals Nick. Sie handelt von drei Jugendlichen, die neben ihrem Schulalltag eine eigene Webshow mit dem Namen iCarly produzieren. Die Hauptrolle spielt Miranda Cosgrove als Carly Shay (daher auch iCarly).
Die Serie umfasst 109 Episoden in 6 Staffeln. Das Serienfinale Ciao Carly wurde im Juni 2012 gedreht und am 23. November 2012 ausgestrahlt.
Vom 17. Juni 2021 bis 27. Juli 2023 wurde eine gleichnamige Fortsetzung auf dem Streamingdienst Paramount+ ausgestrahlt. Cosgrove, Kress und Trainor schlüpften in der Fortsetzung erneut in ihre Rollen.

## Handlung
Als Strafe für das Verteilen von Flugblättern, auf denen ihre Lehrerin Ms. Briggs (gespielt von Mindy Sterling) mit dem Unterkörper eines Rhinozeros zu sehen war, mussten Carly und Sam das Casting von Ms. Briggs’ Talentshow durchführen und auf Video aufnehmen, damit die Teilnehmer ins Netz gestellt werden konnten. Während einer kurzen Pause lästerten Carly und Sam über Ms. Briggs. Freddie stellte diese Szene versehentlich ins Netz. Aus Verärgerung darüber lehnte Ms. Briggs alle Vorschläge für die Talentshow ab, worauf Carly auf die Idee kam, eine eigene Webshow zu produzieren, um Kindern eine Chance zu geben, ihre unentdeckten und eigenartigen Talente zu zeigen. Die Webshow bekam den Namen iCarly, nach ihrer Erfinderin Carly. Das „i“ steht dabei für Internet. Die Idee für den Namen hatte Freddie, der technische Produzent. Die Show läuft einmal pro Woche und wird immer live gesendet.

## Figuren
Carlotta „Carly“ Shay
ist eine zu Anfang der ersten Staffel 13-jährige Schülerin mit einer eigenen Webshow. Sie lebt zusammen mit ihrem älteren Bruder Spencer in einem Apartment in Seattle. Ihr Vater arbeitet für die US Air Force und ist auf einem U-Boot in Europa stationiert. Sie ist oft die Streitschlichterin zwischen ihren besten Freunden Sam und Freddie.
Carly ist sehr kreativ und hat immer etwas zu tun, sie langweilt sich nie. In Das Großvaterdebakel behauptet Spencer, sie habe Schwierigkeiten in Naturwissenschaften; trotzdem zeigt sich in einer späteren Folge, dass sie fast überall die Note „sehr gut“ hat (außer in Geschichte). Sie hasst Nevel Papperman, seitdem er sie küssen wollte.
Samantha „Sam“ Puckett
ist Carlys Freundin und Partnerin in der Webshow. Dort hat sie stets eine Fernbedienung, mit der sie verschiedene Soundeffekte abspielen kann. Sie ist sehr rebellisch. Carly beschreibt sie als „anstößig und unverantwortlich“, und außerdem verspottet Sam oft Freddie. Sam muss oft nachsitzen, besonders bei Mrs. Briggs. Sie zeigt großes Desinteresse für die Schule und schläft ziemlich oft im Unterricht ein. In der Folge Ein Schotte kommt selten allein erfährt man, dass sie, wenn sie vergisst zu frühstücken, einfach im Unterricht isst. Sie ist ziemlich verfressen und würde am liebsten den ganzen Tag essen. Ihre Lieblingsspeisen sind unter anderem Schinken, „Butterkuchen“ und Brathähnchen. Zudem prügelt Sam sich regelmäßig. Außerdem hat sie eine Zwillingsschwester namens Melanie, wie man in der Folge Die doppelte Sam erfährt. Sie bezeichnet sich selbst immer als „Mama“.
In der Folge Zum Schluss ein Kuss offenbart Sam, dass sie Gefühle für Freddie hat, als sie ihn unerwartet küsst.
Fredward „Freddie“ Benson
ist Carlys und – obwohl sie sich ab und zu streiten – Sams bester Freund und der technische Produzent von iCarly. Er ist außerdem der älteste der drei. Freddie lebt zusammen mit seiner überfürsorglichen Mutter Marissa Benson im Apartment direkt gegenüber von Carly und Spencer. Er begeistert sich für alles, was mit Technik zu tun hat, und ist Mitglied im Technikclub der Schule. Während er zu Beginn der Serie eher als der kleine „Nerd“ gezeigt wird, wird er mit der Zeit – und der Pubertät – ein cooler Typ, zunehmend selbstbewusster und scheint es wie Sam zu lieben, Streiche zu spielen.
Er ist in Carly verknallt, seit er denken kann – was sich in der 4. Staffel aber deutlich gelegt hat – und war auch kurz mit ihr zusammen, als er ihr in der Folge Carlys Schinken das Leben rettete. Als Sam ihn allerdings darauf ansprach, dass Carly nur in die Tatsache verliebt ist, dass er für sie sein Leben riskiert hat, und nicht in ihn, trennten sie sich wieder. Es ist im Moment unklar, ob die beiden überhaupt noch romantische Gefühle füreinander haben. Als er fast gar nicht mehr in sie verliebt ist, erzählt er aus Versehen in der Folge Gibbys Traum „Vielleicht verliebst du dich ja doch noch in mich“.
Seine Beziehung zu Sam ändert sich in der Folge Zum Schluss ein Kuss schlagartig. Die beiden wurden über die Zeit sehr gute Freunde und konnten auch gemeinsam ohne Carly die Zeit vertreiben. Freddie hat sich zunehmend an die Eigenschaften von Sam gewöhnt und kann sich ihr gegenüber nun auch behaupten. Es trifft ihn dennoch wie ein Schlag, als sie ihn in jener Folge unerwartet küsst und ihm somit ihre Gefühle offenbart. In  der darauf folgenden Episode Die Liebe und der Wahnsinn küsst Freddie Sam und zeigt ihr somit, dass er ihre Gefühle erwidert.
Spencer Shay
ist Carlys 26-jähriger Bruder und Erziehungsberechtigter. Er bringt sich durch sein Verhalten oftmals selbst in Schwierigkeiten oder in unangenehme Situationen. In der Folge Das Großvaterdebakel erfährt man, dass er die Jurafakultät nach drei Tagen verlassen hat, um Künstler zu werden. Künstlerisch ist er sehr begabt und baut immer wieder die unterschiedlichsten Skulpturen. Er ist besessen von verrückten Socken, die von seinem Freund Socko geliefert werden. Spencer ist Single, versucht aber oft, eine Freundin zu finden, da er in vielen verschiedenen Folgen Mädchen anspricht und sich mit ihnen verabredet. Spencers Freund Socko angelt sich ihn immer wieder mit verrückten Objekten (z. B. ein Paar Socken mit Neon-Röhren). In der Folge Fühlst du die Reue (iRue the Day) rettet er dem Sänger der Plain White Ts das Leben. Außerdem hält er zwei Weltrekorde.
Orenthal „Gibby“ Cornelius Gibson
ist ein Junge in Carlys Schule. Gibby wird von Sam durchgehend für seine Taten geärgert und beschuldigt und wird oft von Spencer angeschrien. Außerdem hat Gibby eine Freundin namens Tasha. Sie wird in den Folgen Ein Date für Carly und Gibby flippt aus gezeigt. Er zieht gerne vor anderen Leuten sein T-Shirt aus, um seinen Bauch zu präsentieren, jedoch ab Staffel 4 gar nicht mehr, und er sagt auf solche Fragen „Nein, das mach ich nur noch ganz selten!“. Gibby spielt erst in Staffel 4 eine Hauptrolle. Außerdem hat er einen kleinen Bruder namens Guppy.

## Weitere Nebenrollen
Ms. Briggs und Mr. Howard
sind Lehrer in Carlys Schule, über die Carly und ihre Freunde oft Späße machen. Ms. Briggs liebt Dudelsackmusik und spielt auch Dudelsack in Ein Schotte kommt selten allein und Miss Briggs privat. Mr. Howard ist ein Lehrer, der Kinder nicht leiden kann. Er macht Situationen viel schlimmer, als sie sein müssen. Gemeinsam haben sie, dass sie sehr rechthaberisch sind.
Rektor Franklin
ist der Schuldirektor der Schule. Er ist sehr nachsichtig und ist ein großer Fan von iCarly. In der Folge Der beste Rektor der Welt ist er zu Gast bei iCarly, um seiner Tochter zum Geburtstag zu gratulieren.
Lewbert
ist der Portier von Carlys und Freddies Apartmenthaus. Er hat eine riesige Warze auf seiner linken Wange. Er neigt zu Wutausbrüchen, wenn zu viele Leute in seiner Lobby sind, und wird von seinen Mitmenschen als eher unsympathisch wahrgenommen. Außerdem ist er verliebt in Marissa Benson.
Marissa Benson
ist Freddies überfürsorgliche alleinerziehende Mutter. Sie umarmt und blamiert ihn mit ihren Nachfragen oft vor seinen Freunden und ist überheblich und neugierig. Sie überwacht ihren Sohn sogar mit einem eingepflanzten Chip, der es ihr ermöglicht, den Standpunkt ihres Sohnes mittels GPS zu orten. Mrs. Benson hat eine Aversion gegenüber Spencer und hat immer ein Auge auf ihn, da sie Angst hat, er könne ihren Sohn in Gefahr bringen.
Jeremy
ist ein kranker Junge auf Carlys Schule. Er muss immer niesen und husten. Sam, Freddie und Carly nennen ihn immer „Keimi“, da er das kränkste Kind in der Schule ist. In der Folge Nevel Supernerd stellt sich heraus, dass er eine Erkältung seit der ersten Klasse hat. Allerdings wurde er nur in der 1. Staffel als Nebenrolle gezeigt.
Nevel Amadeus Papperman
ist ein in der ersten Staffel elfjähriger Web-Kritiker. Seine Seite nevelocity.com hat mehrere Millionen Besucher pro Tag. In der Folge Nevel Supernerd erfährt man, dass er verliebt in Carly ist und ständig Rachepläne schmiedet – nämlich dafür, dass er Carly nicht küssen durfte. Nevel versucht in mehreren Folgen, Carly zu küssen, was diese jedes Mal verhindert, da sie Nevel widerlich findet.
Chuck Chambers
ist ein Junge, der in Carlys Haus wohnt. Er kann Spencer nicht leiden, seit dieser ihm verboten hat, Ball in der Lobby zu spielen. Seitdem ärgert er Spencer, wenn er ihn sieht. Außerdem hatte er Nachhilfe in Mathe von Carly, hat eine ältere Schwester namens Gia und einen jüngeren Bruder namens Chip.
T-Bo
ist ein Verkäufer in „Groovy Smoothie“, wo Carly und ihre Freunde in mehreren Folgen zu sehen sind. T-Bo versucht, jedem Bagels, Muffins, saure Gurken usw. anzudrehen, die er auf einem Stock herumträgt. T-Bo ist hauptsächlich in der 2., 3. und besonders in der 4. Staffel zu sehen.
Socko
ist einer der besten Freunde von Spencer. Den Namen verdankt er Spencer und den bunt leuchtenden Socken, die er herstellt. Socko ist in der gesamten Serie nicht einmal zu sehen oder hören. Der Kontakt findet ausschließlich zwischen Spencer und Socko statt und zeigt sich für den Zuschauer maximal durch die letzte Sekunde eines Telefonates. Dennoch spielt Socko in sehr vielen Folgen eine wichtige Rolle, da er Experte und Retter für ungewöhnliche Situationen ist. So tauscht er für Spencer ein Erste-Klasse-Ticket in zwei Economy-Klasse-Tickets um oder bewerkstelligt außergewöhnliche Termine, z. B. in einer „live-music-show“ im Fernsehen.
Charlotte Harris
ist Gibbys und Guppys Mutter. Sie ist liebevoll, manchmal etwas überfürsorglich und bringt Gibby oft in Verlegenheit. In der Folge Ein Star von gestern war sie kurzzeitig mit Spencer zusammen.

## Besetzung

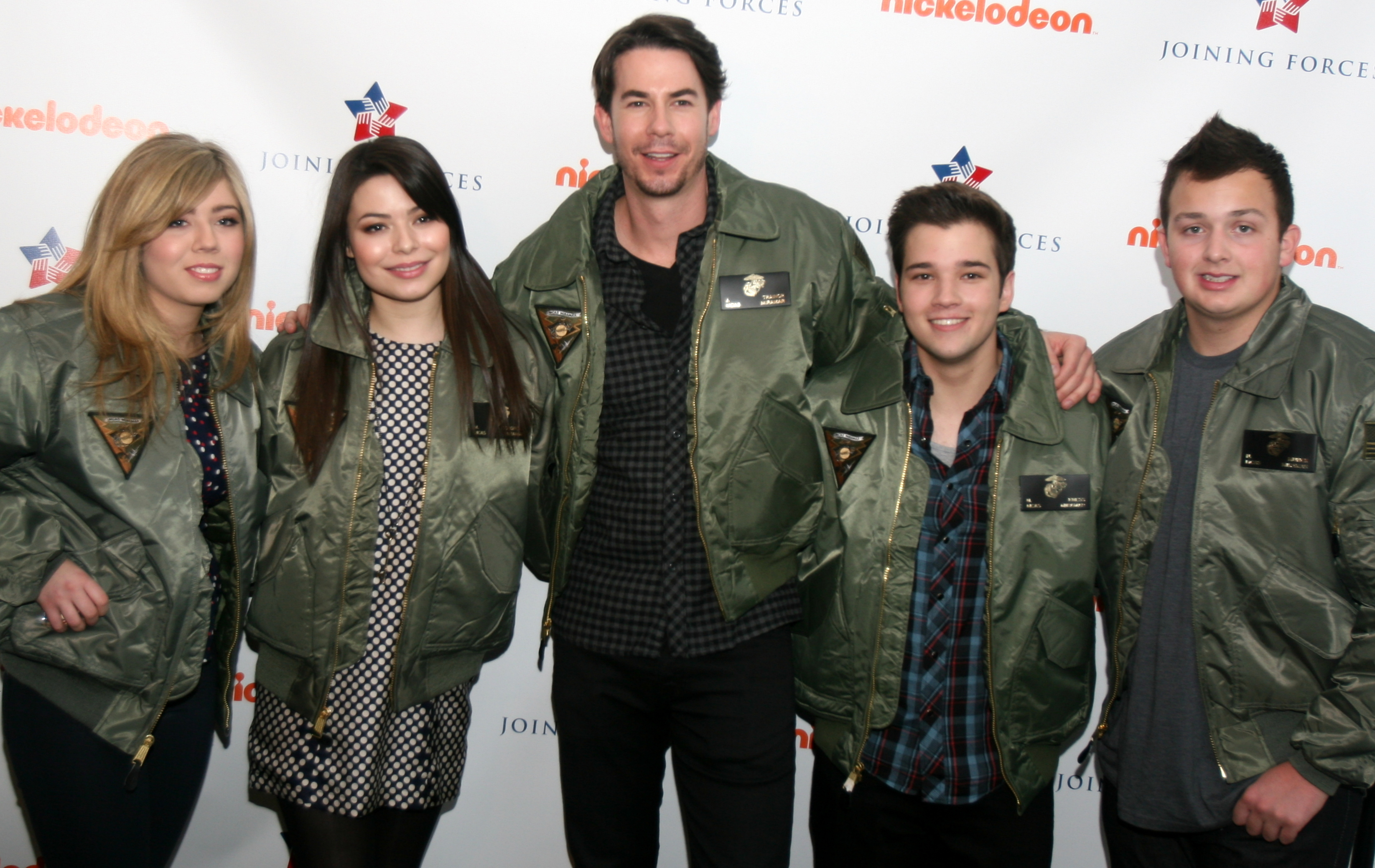
Die Hauptdarsteller Jennette McCurdy, Miranda Cosgrove, Jerry Trainor, Nathan Kress und Noah Munck

### Synchronisation
Die deutsche Synchronfassung stammt von dem Berliner Synchronstudio Elektrofilm. Nach dessen Insolvenz 2009 übernahm EuroSync die Bearbeitung. Für Synchronregie und Dialogbuch war Ulrike Lau verantwortlich, die seit Astrid Bless' Tod auch die Sprechrolle der Miss Briggs synchronisierte.
| Rolle                         | Darsteller       | Hauptrolle | Nebenrolle           | Deutsche Synchronsprecher                               |
| ----------------------------- | ---------------- | ---------- | -------------------- | ------------------------------------------------------- |
| Carly Shay                    | Miranda Cosgrove | 1.01–6.15  |                      | Rubina Kuraoka                                          |
| Sam Puckett / Melanie Puckett | Jennette McCurdy | 1.01–6.15  |                      | Anne Helm                                               |
| Freddie Benson                | Nathan Kress     | 1.01–6.15  |                      | Christian Zeiger                                        |
| Spencer Shay                  | Jerry Trainor    | 1.01–6.15  |                      | Julien Haggège                                          |
| Gibby Gibson                  | Noah Munck       | 4.01–6.15  | 1.03–3.19            | Adrian Kilian (Staffel 1)Leonard Walenta (ab Staffel 2) |
| Schulleiter Franklin          | Tim Russ         |            | 1.01–6.03            | Michael Iwannek                                         |
| Francine Briggs               | Mindy Sterling   |            | 1.01–1.08, 2.24–6.15 | Astrid Bless (Staffel 1)Ulrike Lau (ab Staffel 2)       |
| Lewbert                       | Jeremy Rowley    |            | 1.02–6.15            | Rainer Fritzsche                                        |
| Mrs. Benson                   | Mary Scheer      |            | 1.05–6.15            | Christin Marquitan                                      |
| Großvater Shay                | Greg Mullavey    |            | 1.05–1.10, 4.09      | Rüdiger Evers                                           |
| Nevel Papperman               | Reed Alexander   |            | 1.06–6.04            | Sami El-Sabkhawi                                        |
| Mr. Howard                    | David St. James  |            | 1.19–6.03            | Ernst Meincke                                           |
| T-Bo                          | BooG!e           |            | 2.15–6.15            | Christoph Banken                                        |
| Ricky Flame                   | Al Espinosa      |            | 3.02                 | Peter Flechtner                                         |
| Schulrat Gorman               | Weston Blakesley |            | 3.05                 | Tom Deininger                                           |
| Guppy Gibson                  | Ethan Munck      |            | 3.18–4.07, 6.13      |                                                         |

### Gaststars
| Rolle           | Darsteller       | Gastrolle | Deutsche Synchronsprecher |
| --------------- | ---------------- | --------- | ------------------------- |
| Jake Crandall   | Austin Butler    | 1.04      | David Turba               |
| David Archuleta | David Archuleta  | 2.09      | Dirk Petrick              |
| Fred            | Lucas Cruikshank | 2.10      | Konrad Bösherz            |
| Drake Parker    | Drake Bell       | 3.15      | Benedikt Weber            |
| Missy           | Haley Ramm       | 4.20      | Luisa Wietzorek           |

- Tom Higgenson und die Plain White Ts als sie selbst in Fühlst du die Reue
- James Maslow als Shane in Alle lieben Shane
- Christopher Michael als Officer Carl in Eine leuchtende Idee und in Freddie zieht aus
- Betsy Rue als Ginger Fox in Ein Star von gestern
- Drew Roy als Griffin in Böse Verliebt und in Zu heiß, zu heiß!
- Jane Lynch als Pam Puckett in Sams Mom
- Danielle Morrow als Nora Dershlit in iPsycho und Psycho-Nora kehrt zurück
- Ethan Munck als Guppy Gibson in iPsycho, Penny-Tees, Ja, ich will, Krieg der Fans und in Der Laptop ist weg
- Jack Black als Aspartamay, Alec Medlock und Scott Halberstadt als Craig und Eric sowie Jake Farrow als Gavin in der Folge Krieg der Fans
- Abby Wilde als Stacey Dillsen in Freddie zieht aus, Schluss mit lustig, Carlys Schinken, Krieg der Fans und Zu doof, um wahr zu sein
- Leon Thomas III als Harper in iCarly TV und als André Harris in iCarly: Party mit Victorious
- Victoria Justice als Shelby Marx in iCarly: Vier Fäuste für iCarly und als Tori Vega in iCarly: Party mit Victorious
- Daniella Monet als Popular Girl in iPsycho und als Trina Vega in iCarly: Party mit Victorious
- Matt Bennett als Robbie Shapiro in iCarly: Party mit Victorious und als Gibby Gibson in April, April …
- Elizabeth Gillies als Jade West in iCarly: Party mit Victorious
- Ariana Grande als Cat Valentine in iCarly: Party mit Victorious
- Avan Jogia als Beck Oliver in iCarly: Party mit Victorious
- Kenan Thompson als er selbst in iCarly: Party mit Victorious
- Jim Parsons als Caleb in Die Liebe und der Wahnsinn
- Michelle Obama als sie selbst in Besuch der First Lady
- One Direction als sie selbst in Dschungelwürmer
- Jimmy Fallon als er selbst in Gibby schockiert Amerika
- Emma Stone als Heather in Freunde für Spencer
- Dan Schneider als Meekalito in Ciao Carly

## Staffeln

### Ausstrahlung
| Staffel | Episodenanzahl | Erstausstrahlung USA | Erstausstrahlung USA | Deutschsprachige Erstausstrahlung | Deutschsprachige Erstausstrahlung |
| Staffel | Episodenanzahl | Staffelpremiere      | Staffelfinale        | Staffelpremiere                   | Staffelfinale                     |
| ------- | -------------- | -------------------- | -------------------- | --------------------------------- | --------------------------------- |
| 1       | 25             | 8. September 2007    | 25. Juli 2008        | 23. Februar 2008                  | 9. Februar 2009                   |
| 2       | 25             | 27. September 2008   | 8. August 2009       | 5. September 2009                 | 10. Juli 2010                     |
| 3       | 20             | 12. September 2009   | 26. Juni 2010        | 3. März 2010                      | 9. Juni 2011                      |
| 4       | 13             | 30. Juli 2010        | 11. Juni 2011        | 19. Februar 2011                  | 24. April 2012                    |
| 5       | 11             | 13. August 2011      | 21. Januar 2012      | 14. Februar 2012                  | 16. Juni 2012                     |
| 6       | 15             | 24. März 2012        | 23. November 2012    | 1. Juli 2012                      | 12. April 2013                    |

### Filme/Specials
| Staffel | Film/Special | Originaltitel          | US-Erstausstrahlung | US-Einschaltquoten | Deutscher Titel              | Dt.-Erstausstrahlung |
| ------- | ------------ | ---------------------- | ------------------- | ------------------ | ---------------------------- | -------------------- |
| 1       | Special      | iCarly saves TV        | 13. Juni 2008       | 4,46 Millionen     | iCarly TV                    | 31. Januar 2009      |
| 2       | 1            | iGo to Japan           | 8. November 2008    | 7,83 Millionen     | Trouble in Tokio             | 17. Oktober 2009     |
| 2       | 2            | iDate a Bad Boy        | 9. Mai 2009         | 6,47 Millionen     | Böse verliebt                | 20. März 2010        |
| 2       | 3            | iFight Shelby Marx     | 8. August 2009      | 7,86 Millionen     | Vier Fäuste für iCarly       | 27. Februar 2010     |
| 3       | 4            | iQuit iCarly           | 5. Dezember 2009    | 8,84 Millionen     | Schluss mit lustig           | 6. Juni 2010         |
| 3       | Special      | iSaved Your Life       | 18. Januar 2010     | 11,16 Millionen    | Carlys Schinken              | 30. Mai 2010         |
| 3       | 5            | iPsycho                | 4. Juni 2010        | 7,51 Millionen     | iPsycho                      | 12. September 2010   |
| 4       | Special      | iGot a Hot Room        | 30. Juli 2010       | 7,74 Millionen     | Hurra, Hurra die Bude brennt | 19. Februar 2011     |
| 4       | Special      | iSam's Mom             | 11. September 2010  | 5,91 Millionen     | Sams Mom                     | 3. April 2011        |
| 4       | Special      | iDo                    | 11. Oktober 2010    | 6,70 Millionen     | Ja, ich will                 | 26. Februar 2011     |
| 4       | Special      | iStart a Fan War       | 19. November 2010   | 5,02 Millionen     | Krieg der Fans               | 9. April 2011        |
| 4       | 6            | iParty with Victorious | 11. Juni 2011       | 7,31 Millionen     | Party mit Victorious         | 1. Oktober 2011      |
| 5       | 7            | iStill Psycho          | 31. Dezember 2011   | 5,51 Millionen     | Psycho-Nora kehrt zurück     | 28. April 2012       |
| 5       | Special      | iMeet the First Lady   | 16. Januar 2012     | 4,27 Millionen     | Besuch der First Lady        | 25. April 2012       |
| 6       | 8            | iShock America         | 6. Oktober 2012     | 3,61 Millionen     | Gibby schockiert Amerika     | 2. März 2013         |
| 6       | 9            | iGoodbye               | 23. November 2012   | 6,43 Millionen     | Ciao Carly                   | 12. April 2013       |

## DVDs
Zu iCarly wurden folgende DVDs produziert:
| Titel                      | Anzahl DVDs | Erscheinungsdatum (DE) | Episoden*             | Extras (DVD)                                                              |
| -------------------------- | ----------- | ---------------------- | --------------------- | ------------------------------------------------------------------------- |
| Season 1, Vol. 1           | 2 DVDs      | 12. März 2009          | 1-12, 16              | Musikvideo „Leave It All to Me“ und dessen Making-of, Hinter den Kulissen |
| Season 1, Vol. 2           | 2 DVDs      | TBA                    | 13-15, 17-22, 24-25   | TBA                                                                       |
| Trouble in Tokio           | 1 DVD       | 8. April 2010          | 30-32, 23             | Das Making-of von „Trouble in Tokio“ und der Folge „iCarly TV“            |
| Carly’s Schinken           | 1 DVD       | 7. April 2011          | 48, 51, 57-60         | TBA                                                                       |
| Vier Fäuste für iCarly     | 1 DVD       | 8. September 2011      |                       |                                                                           |
| iCarly im All              | 1 DVD       | 9. Februar 2012        | 64, 56, 62-63, 65, 60 | TBA                                                                       |
| Party mit Victorious       | 1 DVD       | 10. Mai 2012           | 81-83, 71-73          | TBA                                                                       |
| Meine Hobbys, Deine Hobbys | 1 DVD       | 3. Januar 2013         | 84-88, 92-93          | Bonus Episode: Victorious: Verliebt in Jade                               |

* Enthält die Episoden, die die deutsche DVD hat.

## Crossover
Am 29. August 2010 hat Dan Schneider, der Autor der Serien iCarly und Victorious, die Fertigstellung des Scripts des Crossovers zwischen den beiden Serien über Facebook und Twitter bestätigt. Bereits am darauf folgenden Tag ging die Folge in Produktion. Die Produktion dauerte etwa drei Wochen. In einem YouTube-Video von Dan Schneider ist ersichtlich, dass folgende Schauspieler von Victorious im Crossover mitspielen werden: Victoria Justice (Tori Vega), Leon Thomas III (Andre Harris), Matt Bennett (Robbie Shapiro), Elizabeth Gillies (Jade West), Ariana Grande (Cat Valentine), Avan Jogia (Beck Oliver), Daniella Monet (Trina Vega), Eric Reid (Sinjin Van Cleef) und Eric Lange (Erwin Sikowitz). Das Crossover wurde am 11. Juni 2011 in den USA ausgestrahlt und hatte einen extra dafür angefertigten Titelsong mit dem Namen Leave It All to Shine. Die deutschsprachige Erstausstrahlung war am 1. Oktober 2011 zu sehen.

## Spin-offs
Nachdem im Mai 2012 bekannt wurde, dass die Serie nach der sechsten Staffel eingestellt wird, wurden im August 2012 zwei Pilotfolgen zu Spin-off-Serien in Auftrag gegeben.
Das Spin-off mit dem Arbeitstitel Gibby! sollte die Geschichte von Gibby erzählen, der einen Job in einem Recreational Center, eine Art Freizeitheim für Jugendliche, annimmt und dort als Mentor von vier leicht merkwürdigen Mittelstufenschülern arbeitet. Allerdings erhielt Gibby! keine Serienbestellung.
Das zweite Spin-off mit dem Titel Sam & Cat stellt gleichzeitig ein weiteres Crossover zur Serie Victorious dar. Sam zieht mit Cat Valentine, gespielt von Ariana Grande, aus Victorious zusammen und gründet gemeinsam mit ihr ein Babysitter-Unternehmen.

## Trivia
- Ab Mitte der zweiten Staffel wird statt der deutsch synchronisierten Version nur noch das Originaltitellied Leave It All to Me benutzt.
- Miranda Cosgrove erhielt eine Gage von ca. 180.000 Dollar, umgerechnet ca. 140.000 Euro, für jede Episode.[32]
- In der Folge Das Großvaterdebakel wird Carly fast durch einen Hammer erschlagen; er blieb in der Wand des iCarly-Studios stecken und hängt in allen weiteren Episoden dort.
- Besonders in der dritten Staffel antwortet Freddie auf indirekte Fragen in Spanisch, worauf Gibby ihn in der letzten Episode auch direkt anspricht.
- Ein Running Gag der Serie ist, dass Carly und Sam die ganze Zeit die Kandidaten bei iCarly-Spielen anschreien, um sie zu motivieren.
- In diversen Folgen werden verschiedene Websites erwähnt, z. B. worldofchicks.com oder whynotdateme.com, welche in der Realität alle auf icarly.com umleiten. Auch paranormal411.com aus Zoey 101 leitet auf die icarly.com-Website um.
- In der Folge Ciao Carly ist Carly am Ende der Serie auf der Twitter-Seite von Dan Schneider. Dort stand geschrieben, dass er sich für die fünf Jahre bei iCarly bedankt.

### Verbindungen zu anderen Serien
- iCarly wird nicht in Seattle, sondern genauso wie die auch von Dan Schneider produzierte Serie Drake & Josh in Los Angeles am Sunset Boulevard 6230 gedreht.
- In der Folge Das Großvaterdebakel wohnt Carlys Großvater im Parker-Nichols-Hotel. Der Name besteht aus den Nachnamen von Drake Parker und Josh Nichols aus der Serie Drake & Josh, in der Miranda die Rolle der Megan Parker spielte.
- In der Folge Pleiten, Pech und Patzer, die aus Backstagematerial und Pannen besteht, tritt Drake Bell auf und spricht Miranda Cosgrove mit „Megan“ an. Weiter fragt er sie, ob sie wisse, wo Josh, Mom und Dad wären.
- Im Spind von Sam befindet sich ein Bild von Drake Bell aus Drake & Josh.
- In der Folge Räuber und Piraten gibt es im Laden gegenüber das Getränk „Blix“, das auch in Zoey 101 vorkommt.
- In ihrem Spind hat Sam in der Folge Voll auf die Kochmütze! einen „Gary-Coleman“-Grill (in dem sie sich ein Steak brät), der auch schon in der Serie Drake & Josh in einer Folge benutzt wurde.
- In der Episode Sponsorenglück wirbt die iCarly-Crew für die Marke „Dakar Shoes“. Dieser Markenname taucht zuvor schon in der ebenfalls von Dan Schneider produzierten Serie Drake & Josh auf.
- In der vierten Staffel von Zoey 101 wird mehrfach die Internetseite iCarly.com besucht.
- Der Klingelton von Zoey in Zoey 101 ist der Titelsong von iCarly.
- In der Folge Bigfoot und Waschbiber schaut sich Freddie die Fernsehsendung Promis unter Wasser an, die auch schon bei Drake & Josh vorgekommen ist.
- Das in der Folge Ein Star von gestern gesungene Lied Number One von Ginger Fox wird auch in der Victorious-Episode Freak The Freak Out gesungen.
- In der Folge Der König der Streiche sieht Carly im Fernsehen Drake & Josh und fragt sich, wie das kleine Mädchen (also sie selbst) denn so leicht gute Streiche spielen kann.
- Der mehrmals in der Serie erwähnte Film Galaxy Wars tauchte bereits bei Zoey 101 auf, als einer der Darsteller dort eine Requisite zeigt.
- In der Folge Zu dumm erscheint der Titel „Ick Glockma“, der auch schon bei Drake & Josh verwendet wurde.
- In der Folge Im Butterkuchen-Himmel sieht Carly im Fernsehen Drake & Josh und sagt „Kenn ich“ in Anspielung auf das Mitwirken Miranda Cosgroves als Megan in der Serie.

### Anspielungen auf reale Produkte, Marken und Firmen
- Das Pear Phone ist identisch mit dem iPhone, außer dass statt eines Apfels eine Birne auf der Rückseite abgebildet ist. Dies zeigt sich u. a. in Sponsorenglück und Nachsitzen für Alle. Außerdem gibt es Peartunes, ein Wortspiel mit iTunes, einen PearPod, eine Anspielung auf den iPod, ein PearPad, eine Anspielung auf das iPad und Pear Stores, eine Anspielung auf die Apple Stores. Ein solcher wird in der Episode Zu dumm, um wahr zu sein erwähnt. In der gleichen Folge wird auch eine Brilliance Bar erwähnt, eine Anspielung auf Apples „Genius Bar“. Seit Ende der 4. Staffel werden, wie auch in Victorious, nur noch birnenförmige PearPhones und PearPads verwendet, außerdem gibt es nur noch eine Variante des PearPads.
- In mehreren Episoden wird die Website „SplashFace“ erwähnt. Diese Videoplattform ist eine Anspielung auf die Videoplattform YouTube sowie auf das soziale Netzwerk Facebook, da in mehreren Folgen eine sogenannte Splashface-Profilseite aufgerufen wird.
- In mehreren Episoden wird die Website „Zaplook“ erwähnt. Diese Suchmaschine ist eine Anspielung auf Google, weil die Buchstaben die Farbe des Google-Logos haben.
- Computer bei iCarly haben eine Birne auf dem Rücken, die (wie in allen Filmen und Serien, die von Dan Schneider produziert wurden, z. B. Zoey 101 und Drake & Josh) über das Apple-Logo geklebt wurde, wobei in manchen Folgen auch Eigenbauten als „Pear-Books“ verwendet werden.
- Ebenso ist in der Folge Räuber und Piraten ein Laden mit dem Schild „Schneiders Bakery“ zu sehen, eine Anspielung auf den Produzenten Dan Schneider und seine Produktionsfirma, die genauso heißt.
- In derselben Folge wird Peppy Cola getrunken und auch noch mehrfach erwähnt, es ist eine Anspielung auf Pepsi-Cola und Dr. Pepper Cola.
- In der Folge Pack Rat heißt ein altes beliebtes Videospiel Pack Rat. Einerseits ist dies eine Anspielung auf das berühmte Videospiel Pac-Man, andererseits auf das Musikensemble The Rat Pack mit Frank Sinatra.
- In der Episode Der Schädel von Charles Dingo erscheint ein TV-Sender namens Dingo Channel. Dieser ist offensichtlich eine Anspielung auf den mit Nickelodeon rivalisierenden Disney Channel, denn der Gründer des einflussreichen Dingo Channels ließ seinen Schädel kryonisch einfrieren, was Walt Disney, Gründer der Walt Disney Company, nach einem Gerücht ebenfalls gemacht haben soll.
- In derselben Folge werden die Namen „GameStation“ und „Wireless Controller“ verwendet. „Wireless Controller“ blieb unverändert, „GameStation“ soll eine Anspielung auf die PlayStation 3 sein. Beides steht im Zusammenhang mit der PlayStation 3.
- In der Folge Schluss mit lustig wird ein Schiffbauer Joe Catania genannt, dieser ist Produzent bei Nickelodeon.
- In der Folge Bigfoot und Waschbiber wird ein Hotdogstand „Robin`s Wiener“ genannt. Es soll auf den Nickelodeon-Produzenten Robin Weiner aufmerksam machen.
- In der Serie wird mehrmals der Film Galaxy Wars erwähnt, was offensichtlich auf Star Wars anspielen soll, da dort ein kleinwüchsiger Außerirdischer auftaucht, welcher an Meister Yoda erinnert.
- In der Episode Krieg der Fans werden Carly, Sam, Freddie und Spencer auf die „Webicon“ eingeladen, was eine Anspielung auf die berühmte jährlich stattfindende Comic-Con in San Diego ist. In dieser Episode wird auf der Webicon auch das MMORPG „World Of Warlords“ vorgestellt, analog zum real existierenden World Of Warcraft.
- In derselben Episode ist an einem Messestand mehrmals das Schild „DanWarp“ zu sehen. Dies ist der Name des Nutzeraccounts von Produzent Dan Schneider im Videoportal YouTube. „DanWarp“ ist auch im Vorspann der Serie zu lesen.

## Auszeichnungen
| Tabellarische Übersicht der Auszeichnungen und Nominierungen | Tabellarische Übersicht der Auszeichnungen und Nominierungen | Tabellarische Übersicht der Auszeichnungen und Nominierungen | Tabellarische Übersicht der Auszeichnungen und Nominierungen             | Tabellarische Übersicht der Auszeichnungen und Nominierungen |
| Jahr                                                         | Auszeichnung                                                 | Für                                                          | Kategorie                                                                | Resultat                                                     |
| ------------------------------------------------------------ | ------------------------------------------------------------ | ------------------------------------------------------------ | ------------------------------------------------------------------------ | ------------------------------------------------------------ |
| 2008                                                         | Kids Choice Awards (EU)                                      | „iCarly“                                                     | Lieblingsfernsehserie                                                    | Gewonnen                                                     |
| 2009                                                         | Kids Choice Awards (USA)                                     | „iCarly“                                                     | Lieblingsfernsehserie                                                    | Gewonnen                                                     |
| 2009                                                         | Emmys                                                        | „iCarly“                                                     | Outstanding Children’s Program                                           | Nominiert                                                    |
| 2010                                                         | Kids Choice Awards (USA)                                     | „iCarly“                                                     | Lieblingsfernsehserie                                                    | Gewonnen                                                     |
| 2010                                                         | Kids Choice Awards (EU)                                      | „iCarly“                                                     | Lieblingsfernsehserie                                                    | Nominiert                                                    |
| 2010                                                         | Emmys                                                        | „iCarly“                                                     | Outstanding Children’s Program                                           | Nominiert                                                    |
| 2011                                                         | Kids Choice Awards (USA)                                     | „iCarly“                                                     | Lieblingsfernsehserie                                                    | Gewonnen                                                     |
| 2011                                                         | Kids Choice Awards (USA)                                     | Miranda Cosgrove                                             | Beste Hauptdarstellerin in einer Fernsehsendung                          | Nominiert                                                    |
| 2011                                                         | Kids Choice Awards (USA)                                     | Jennette McCurdy                                             | Bester Nebendarsteller in einer Fernsehsendung                           | Gewonnen                                                     |
| 2011                                                         | Kids Choice Awards (USA)                                     | Noah Munck                                                   | Bester Nebendarsteller in einer Fernsehsendung                           | Nominiert                                                    |
| 2011                                                         | Emmys                                                        | „iCarly“                                                     | Outstanding Children’s Program                                           | Nominiert                                                    |
| 2011                                                         | Emmys                                                        | „iCarly“ – iStart A Fan War                                  | Outstanding Hairstyling For A Multi-Camera Series Or Special             | Nominiert                                                    |
| 2011                                                         | Emmys                                                        | „iCarly“ – iStart A Fan War                                  | Outstanding Makeup For A Multi-Camera Series Or Special (Non-Prosthetic) | Nominiert                                                    |
| 2012                                                         | Kids Choice Awards (USA)                                     | „iCarly“                                                     | Lieblingsfernsehserie                                                    | Nominiert                                                    |
| 2012                                                         | Kids Choice Awards (USA)                                     | Jennette McCurdy                                             | Bester Nebendarsteller in einer Fernsehsendung                           | Gewonnen                                                     |
| 2012                                                         | Kids Choice Awards (USA)                                     | Nathan Kress                                                 | Bester Nebendarsteller in einer Fernsehsendung                           | Nominiert                                                    |
| 2012                                                         | Kids Choice Awards (USA)                                     | Jerry Trainor                                                | Bester Nebendarsteller in einer Fernsehsendung                           | Nominiert                                                    |
| 2012                                                         | Emmys                                                        | „iCarly“                                                     | Outstanding Children’s Program                                           | Nominiert                                                    |
| 2013                                                         | Kids Choice Awards (USA)                                     | „iCarly“                                                     | Lieblingsfernsehserie                                                    | Nominiert                                                    |